# Enana (manzana)
Enana es el nombre de una variedad cultivar de manzano (Malus domestica). Esta manzana está cultivada en diversos viveros entre ellos algunos dedicados a conservación de árboles frutales en peligro de desaparición. Es originaria de la comunidad autónoma de Andalucía (concretamente de la provincia de Almería), donde tuvo su mejor época de cultivo comercial antes de la década de 1960, a partir de la cual fue desplazada en cultivos y en consumo por variedades de manzanas selectas foráneas; actualmente se encuentra en menor medida.

## Sinónimos
- "Manzana Enana",[6][8]
- "Enana 268".

## Historia
'Enana' es una variedad de manzana de la comunidad autónoma de Andalucía (Huércal-Overa, provincia de Almería), cuyo cultivo conoció cierta expansión en el pasado, siendo una de las variedades de las consideradas difundidas, clasificándose en esta manera, pues en las distintas prospecciones llevadas a cabo por las provincias españolas, se registraron repetidamente y en emplazamientos diversos, a veces distantes, sin constituir nunca núcleos importantes de producción. Eran variedades antiguas, españolas y extranjeras, difundidas en el pasado por los viveros comerciales y cuyo cultivo se ha reducido a huertos familiares y jardines privados.
Actualmente (2020) su cultivo está en declive, se puede encontrar en algún vivero y en jardines particulares.

## Características
El manzano de la variedad 'Enana' tiene un vigor Medio; florece a finales de abril; tubo del cáliz medianamente pequeño, cónico, estambres insertos por la media y pistilo muy adherido.
La variedad de manzana 'Enana' tiene un fruto de tamaño muy pequeño; forma redondeada cónica o cónico-truncada, presenta contorno irregular, a veces acostillado; piel levemente untuosa; con color de fondo amarillo, sobre color ausente, exenta de chapa o muy levemente iniciada tenuemente sombreada con punteado ciclamen en el lado de la insolación, en el resto del fruto punteado pequeño y blanquecino, y una sensibilidad al "russeting" (pardea miento áspero superficial que presentan algunas variedades) muy débil; pedúnculo está ausente en todos los frutos, anchura de la cavidad peduncular medianamente amplia, profundidad de la cavidad peduncular profunda, bordes irregularmente ondulados, y con importancia del "russeting" en cavidad peduncular débil; anchura de la cav. calicina estrecha, profundidad de la cav. calicina poco profunda, casi superficial o marcando leve cubeta fruncida formando una roseta en relieve, bordes irregularmente ondulados y rebajados de un lado, y con importancia del "russeting" en cavidad calicina débil; ojo pequeño, cerrado o semicerrado; sépalos largos, finos, carnosos en su base, puntiagudos y vueltos hacia fuera.
Carne de color blanco-crema; sabor característico de la variedad, astringente recién cosechada, al cabo de un par de semanas adquiere un sabor muy agradable, dulce fundente; corazón semi-ancho, bulbiforme acordado, delimitado por las líneas del corazón o ausencia total de las mismas; eje abierto; celdas alargadas; semillas normales, puntiagudas, de color marrón rojizo o canela.
La manzana 'Enana' tiene una época de maduración y recolección extra temprana, se recoge desde finales de junio hasta mediados de julio. Se usa como manzana de mesa fresca.